# Julia Lanoë

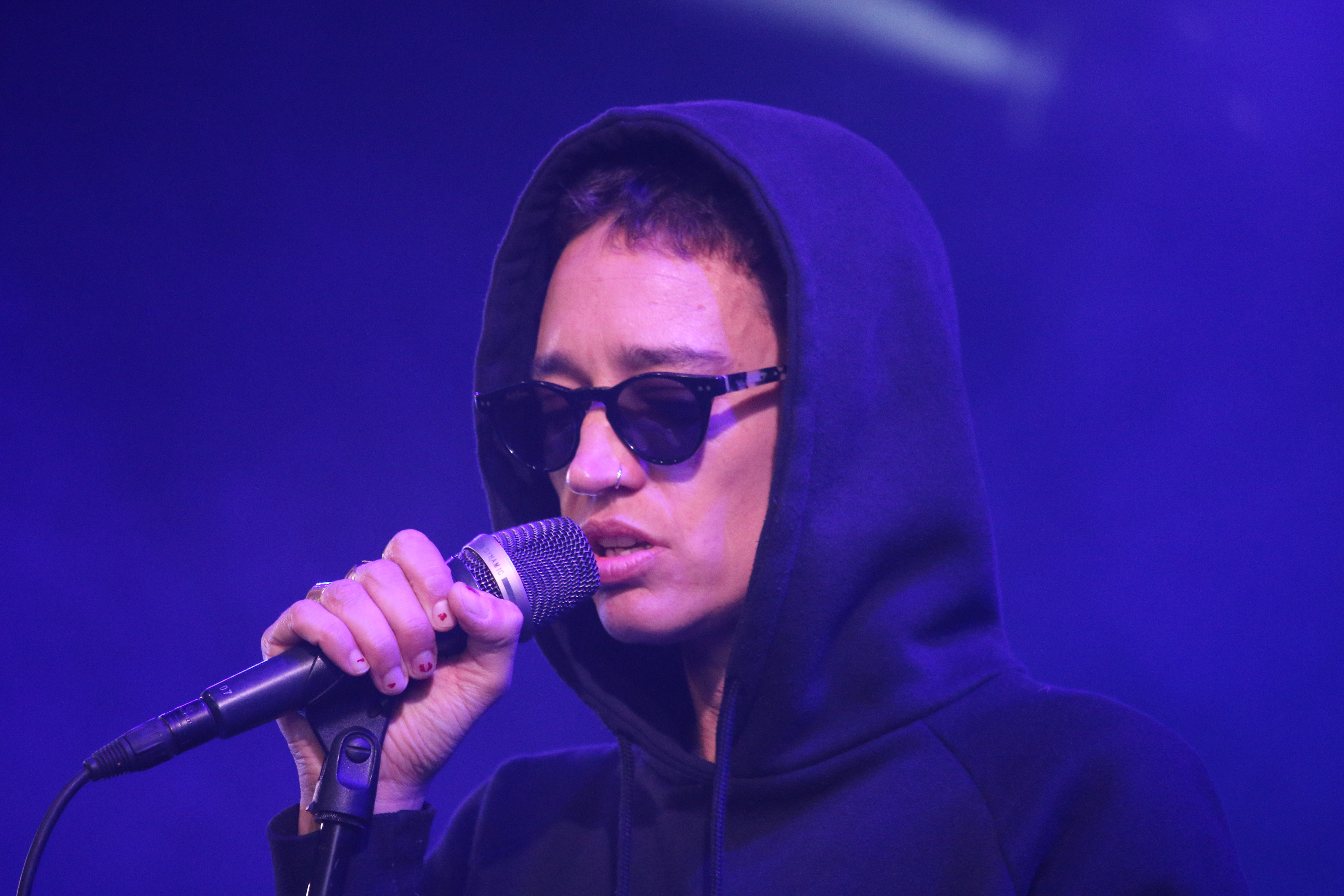
Julia Lanoë

Julia Lanoë (geboren am 6. Mai 1978 in Saint-Nazaire) ist eine französische Sängerin und Musikerin. Sie ist Mitglied der Bands Sexy Sushi, Mansfield.TYA und Kompromat unter dem Namen Rebeka Warrior.

## Biografie

### Leben
Julia Lanoë hat einen Abschluss der Kunstakademie in Nantes und unterrichtete angewandte Kunst an einer Berufsschule.

### Karriere als Musikerin
Sie war von 2002 bis 2022 gemeinsam mit Carla Pallone beteiligt am Musikprojekt Mansfield.TYA und übernahm dort Produktion, Gitarre, Klavier, Bass und das Schlagzeug.
Sie ist seit 2001 im Duo mit Mitch Silver unter dem Pseudonym Rebeka Warrior Teil der Band Sexy Sushi.
Im Herbst 2016 legte sie erstmals als DJ unter dem Namen Rebeka Warrior auf.
Im Jahr 2019 gründet sie gemeinsam mit Vitalic das Projekt Kompromat.

## Diskografie

### Hauptbands
Sexy Sushi, Mansfield.TYA und KOMPROMAT

### Weitere Projekte
Im Jahr 2008 wirkte sie auf dem Album À l'aveuglette von Françoiz Breut mit.
2011 wirkte sie auf dem Album Garden Parti & Caroline, Yes! mit, einem Gemeinschaftsprojekt namens Caroline, das von Sarah Murcia gegründet wurde.
2012 wirkte sie auf dem Album Rave Age des Künstlers für elektronische Musik Vitalic in dem Stück La mort sur le Dancefloor mit.
2018 wirkte sie auf Madbens Album Fréquence(s) mit dem Titel Grief mit, Dance To Death mit Manu Le Malin und sie sang auf Flavien Bergers Album Contre-temps auf dem Titel À reculons.
2019 gründete sie mit Vitalic die Band Kompromat, deren Single Niemand (!sic) am 11. Januar veröffentlicht wurde, gefolgt von dem 11-Track-Album Traum und Existenz.
Im Jahr 2020 gründete sie das Label WARRIORECORDS mit und veröffentlichte darauf ein Cover von The Cure feat. Fishbach sowie O.B.I.C einen Technotrack feat. Cassie Raptor.
Im Jahr 2021 komponierte sie den Titel Les Démons de Dorothy, den sie zusammen mit Lio für den Soundtrack des gleichnamigen Kurzfilms von Alexis Langlois aufführte. Im selben Jahr komponierte sie auch die Musik für das Stück Showgirl von Johnatan Drillet und Marlène Saldana nach dem Film Showgirls von Paul Verhoeven und die Musik für Outremonde un spectacle von Théo Mercier in Zusammenarbeit mit Pierre Desprat.
Im Jahr 2022 wirkte sie auf dem Album Ad Astra der Elektronikkünstlerin Maued Gffray mit. Das Duett I fall at 5 erinnert an ihre gemeinsame Herkunft aus Saint-Nazaire.
Im Jahr 2023 arbeitete sie am Soundtrack der Serie Split von Iris Brey mit, u. a. an den Titeln Split und I fall at 5.